# Josef Meinertzhagen
Josef Meinertzhagen (* 31. August 1916 in Köln; † 7. Mai 2002) war ein deutscher Schauspieler, Regisseur und Hörspielsprecher.

## Leben
Nach Abschluss der Mittelschule erhielt Josef Meinertzhagen eine Schauspielausbildung an der Immermann-Schule in Düsseldorf. Es folgte 1939 ein erstes Engagement in Köln. Ab 1940  absolvierte er den Wehrdienst und geriet anschließend in Kriegsgefangenschaft. Bereits 1945 wurde er an die Städtischen Bühnen nach Essen verpflichtet. Dort spielte er unter anderem den Hofnarren in William Shakespeares Was ihr wollt und den Soldaten Lamm in der Uraufführung von Egon Viettas Schauspiel Monte Cassino. Es folgten Stationen an das Stadttheater Hildesheim (1955 bis 1959) und an das Theater Baden-Baden (1959 bis 1964). Im Anschluss daran wechselte er an das Schauspiel Köln und war dort bis 1984 Ensemblemitglied. Hier wurde er überwiegend im Chargenfach eingesetzt und avancierte unter dem Schauspielleiter Hansgünther Heyme zu einem sehr häufig besetzten Darsteller.
Darüber hinaus zeichnete Josef Meinertzhagen in den Jahren von 1978 bis 1988 und von 1990 bis 1994 für die Inszenierungen des sogenannten Divertissementchens an der Kölner Oper für die Bühnenspielgemeinschaft Cäcilia Wolkenburg des Kölner Männer-Gesang-Vereins  verantwortlich, das alljährlich während der Zeit des Karnevals aufgeführt wird.
Er wirkte auch in Film- und Fernsehproduktionen mit. Darunter befand sich der Spielfilm Der letzte Fußgänger von Wilhelm Thiele mit Heinz Erhardt, Christine Kaufmann und Käthe Haack. Weiterhin trat er in zwei Folgen der Kinderserie Lemmi und die Schmöker auf und war in Janoschs Traumstunde als Sprecher zu hören. In der Comedyshow Dr. Muffels Telebrause gehörte er von 1975 bis 1978 dem Stammensemble um Hans Timerding, Andreas Mannkopff, Elisabeth Volkmann und Alexander Welbat an.
Josef Meinertzhagen war zudem ein vielbeschäftigter Sprecher im Hörfunk, der schon erste Tätigkeiten bei dem Reichssender Köln wahrnahm. Später hat er überwiegend in Hörspielproduktionen des Westdeutschen Rundfunks mitgewirkt.

## Filmografie (Auswahl)
- 1958: Der Muck (Fernsehfilm)
- 1959: Alt-Heidelberg (Fernsehfilm)
- 1960: Der letzte Fußgänger
- 1961: Ohne Drum und Dran (Fernsehfilm)
- 1962: Annelie – Annelou – Eine kleine Geschichte mit Musik (Fernsehfilm)
- 1964: Amédée – oder Die Kunst des Schuhputzens (Fernsehfilm)
- 1967: Kennwort Kettenhund (Fernsehfilm)
- 1968: Lebeck (Fernsehfilm)
- 1968: Der Unfall (Fernsehfilm)
- 1968: Aktenzeichen XY – 1 Folge (True Crime Magazin)
- 1969: Palace-Hotel (Fernsehfilm)
- 1970: Pariser Leben (Fernsehfilm)
- 1970: Ich töte (Fernsehfilm)
- 1970: Hafen am Rhein (Fernsehserie)
- 1973–1979: Lemmi und die Schmöker – 4 Folgen (Kinderserie)
- 1974: Maria Magdalena – Ein bürgerliches Trauerspiel (Fernsehfilm)
- 1974: Rosenmontag (Fernsehfilm)
- 1974: Um Haus und Hof – 1 Folge (Fernsehserie)
- 1975: Die Insel der Krebse (Fernsehfilm)
- 1975–1978: Dr. Muffels Telebrause – 8 Folgen (Fernsehserie)
- 1977–1989: Vorsicht Falle!  – 4 Folgen (True Crime Magazin)
- 1978: Paul kommt zurück (Fernsehfilm)
- 1978: Bombastus Ballmann – 6 Folgen (Fernsehserie)
- 1979: De Bläck Fööss – Barfuß in Köln (Fernsehspecial)
- 1979–1987: Locker vom Hocker – 25 Folgen (Fernsehserie)
- 1983–1985: Der Schiedsmann – 4 Folgen (Fernsehserie)
- 1984: Is was, Kanzler?
- 1985: Nun singt mal schön…
- 1986: Die Montagsfamilie – 1 Folge (Fernsehserie)
- 1986: Geschichten aus der Heimat (Fernsehserie) Episode: Die schwarze Witwe
- 1986: Geschichten aus der Heimat (Fernsehserie) Episode: Der Gebrauchtwagen
- 1986–1990: Janoschs Traumstunde – 11 Folgen als Sprecher (Kinderserie)
- 1988: Geschichten aus der Heimat (Fernsehserie) Episode: Ein ungewöhnlicher Fall
- 1990: Kommissarin Goedeke – Angst aus der Retorte (Fernsehserie)
- 1990: Kommissar Klefisch – Ein Fall für Onkel
- 1991: Auf der Suche nach Salome – 1 Folge (Fernsehserie)
- 1993: Kommissar Klefisch – Tod am Meer
- 1994: Die Wache – Vermisst
- 1994: Geschichten aus der Heimat (Fernsehserie), Episode: Szenen einer Ehe
- 1997: Zwischen Rosen

## Hörspiele (Auswahl)
- 1959: Maigret und die Bohnenstange – Regie: Gert Westphal
- 1961: Das träumende Mädchen – Regie: Otto Kurth
- 1964: Nachtwächter Spinning (8 Teile) – Regie: Manfred Brückner
- 1966: Die Tote aus der Themse – Regie: Fritz Peter Vary
- 1966: Die geordnete Welt des Mister Appleby – Regie: Otto Düben
- 1966: Die schwarze Wolke – Regie: Otto Düben
- 1966: Immer dieser Fizzibitz 35: Fizzibitz und das Segelboot – Regie: Joachim Sonderhoff (kölnische Version von Meister Eder und sein Pumuckl)
- 1967: Schneider Wibbel – Regie: Heinz Wilhelm Schwarz
- 1968: Paul Temple und der Fall Alex – Regie: Otto Düben
- 1968: Cisko – Regie: Leopold Reinecke
- 1968: Der Löwe ist los – Regie: Joachim Sonderhoff
- 1968: Die Rosenbergs dürfen nicht sterben (2 Teile) – Regie: Friedhelm Ortmann
- 1969: Hörspiel Nr. 2 – Regie: Heinz von Cramer
- 1969: Die schwarze Villa – Regie: Fritz Peter Vary
- 1969: Faust, der Tragödie dritter Teil – Regie: Ludwig Cremer
- 1970: Die Feuerzangenbowle  – Regie: Heinz-Günter Stamm
- 1970: Fahrenheit 451 – Regie: Günther Sauer
- 1970: Die Auswanderer – Regie: Raoul Wolfgang Schnell
- 1970: Hans Daiber: Die Lockung – Regie: Tibor von Peterdy
- 1972: Ein schöner Sommertag – Regie: Edward Rothe
- 1972: Der Tierplanet – Regie: Raoul Wolfgang Schnell
- 1972: Graf Bocarmé und die Chemie – Regie: Edward Rothe
- 1973: Vampir-Report – Regie: Klaus Mehrländer
- 1973: Oberkommissar Sommerfeld, Teil 3: Der weiße Kittel – Regie: Heinz Wilhelm Schwarz
- 1973: Haben Sie Hitler gesehen? – Regie: Heinz Gerd Krogmann
- 1974: Petra – Regie: Heinz Dieter Köhler
- 1975: Lusstert ens Wieverfastelovend – Regie: Leopold Reinecke
- 1975: Mit unvorstellbarer Brutalität – Regie: Raoul Wolfgang Schnell
- 1976: Der Todesautomat – Regie: Wolfram Rosemann
- 1978: Operation Minerva – Regie: Günther Sauer
- 1979: Bei Notwehr sagt man Gott sei Dank – Regie: Heinz-Wilhelm Schwarz
- 1980: Südlich der Ruhr – Regie: Bernd Lau
- 1982: Haftentschädigung für Harry – Regie: Werner Klein
- 1983: Zwanzig Mille Jrazie – Regie: Heribert Malchers
- 1984: Ein Hundeleben – Regie: Joachim Sonderhoff
- 1985: Schloß Wildauen – Regie: Klaus Langer
- 1987: Pädagogik am Feierabend – Regie: Tibor von Peterdy
- 1988: Maigret läßt sich Zeit – Regie: Dieter Carls
- 1988: Ausgeknipst – Regie: Günther Sauer
- 1989: Pole Poppenspäler – Regie: Tibor von Peterdy
- 1989: Schwarzer Pilot – Regie: Klaus Mehrländer
- 1990: Der weiße Lotus – Regie: Klaus Dieter Pittrich
- 1990: Wie kommt der Storch ins Ei? – Regie: Klaus Dieter Pittrich
- 1990: Verladen – Regie: Heinz Wilhelm Schwarz
- 1990: Probelauf – Regie: Frank Erich Hübner
- 1991: Das Treffen in Valladolid –  Regie: Hans Gerd Krogmann
- 1991: Die Meerfahrt (3 Teile) – Regie: Klaus Wirbitzky
- 1991: Kittnepping – Regie: Heribert Malchers
- 1992: Das Geheimnis der Ultima – Regie: Michael Stegemann
- 1998: Der Schatz der Nibelungen – Regie: Klaus Dieter Pittrich
- 1999: Die Abenteuer des starken Wanja (6 Teile) – Regie: Klaus Dieter Pittrich
- 2000: Die letzte Reise der Titanic – Regie: Klaus Dieter Pittrich